# Diana Bentley

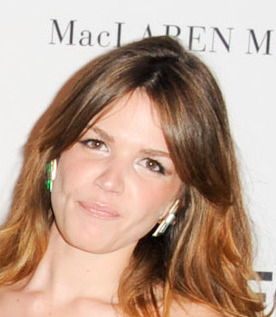
Diana Bentley (2013)

Diana Margaret Susan Bentley (* 24. Juli 1965 in London, Middlesex County, Ontario) ist eine kanadische Schauspielerin, Produzentin und Drehbuchautorin für Film und Theater.

## Leben
Bentley wurde in London, Ontario, geboren. Sie schloss ein Studium in englischer Literatur an der University of Toronto mit einem Bachelor ab. Anschließend absolvierte sie eine klassische Schauspielausbildung am Actors Conservatory des Canadian Film Centre und an der London Academy of Music and Dramatic Art. Nach ihrem dortigen Abschluss trat sie der Soulpepper Theatre Company bei und wirkte unter anderen in den Stücken Our Town und A Month in the Country mit. Sie ist Mitbegründerin des Rogue Theatre und spielte unter anderen in den Stücken Boeing Boeing und Reasons to be Pretty von Neil LaBute mit. Gemeinsam mit ihrem Ehemann Ted Dykstra gründete sie 2015 das Coal Mine Theatre. Sie ist Mutter eines Sohnes und zweier Stiefkinder aus der ersten Ehe ihre Mannes.
Ab 2012 spielte Bentley Episodenrollen in verschiedenen Fernsehserien. 2015 spielte sie in zwei Episoden der Fernsehserie The Expanse die Rolle der Sergent Grimes. Außerdem produzierte sie neun Episoden der Fernsehserie Prelude to the Six Day Road. Im Folgejahr war sie an drei Episoden der Fernsehserie Tactical Girls als Drehbuchautorin und Produzentin beteiligt. Von 2018 bis 2018 war sie in der Rolle der Imogen in insgesamt 16 Episoden der Fernsehserie Frontier zu sehen. Anschließend wirkte sie in neun Episoden der Fernsehserie Channel Zero in der Doppelrolle der Edie Peach und Sarah Winters mit. In den folgenden Jahren mimte sie größere Rollen in der Fernsehserie Hudson & Rex als Kendra O'Dore von 2019 bis 2021 und in Departure – Das Zugunglück in vier Episoden als Sioghan im Jahr 2021.

## Filmografie (Auswahl)

### Schauspiel
- 2011: 1-800-Choices (Kurzfilm)
- 2012: Warehouse 13 (Fernsehserie, Episode 4x06)
- 2013: Mayday – Alarm im Cockpit (Air Crash Investigation/Mayday/Air Disaster, Fernsehserie, Episode 12x06)
- 2013: Saving Hope (Fernsehserie, Episode 2x01)
- 2013: Skating to New York
- 2014: Rookie Blue (Fernsehserie, Episode 5x03)
- 2014: Murdoch Mysteries – Auf den Spuren mysteriöser Mordfälle (Murdoch Mysteries, Fernsehserie, Episode 8x03)
- 2014: Clementine (Fernsehfilm)
- 2014: Throwing Cotton (Kurzfilm)
- 2015: The Secret Life of Marilyn Monroe (Fernsehserie, Episode 1x01)
- 2015: Hemlock Grove (Fernsehserie, Episode 3x03)
- 2015: The Expanse (Fernsehserie, 2 Episoden)
- 2016: The Other Half
- 2016: 12 Monkeys (Fernsehserie, Episode 2x06)
- 2016: We're Still Together
- 2016: Tactical Girls (Fernsehserie, 3 Episoden)
- 2016: An American Dream: The Education of William Bowman
- 2016–2018: Frontier (Fernsehserie, 16 Episoden)
- 2017: Breaking Emma (Kurzfilm)
- 2017: Supers (Kurzfilm)
- 2018: Channel Zero (Fernsehserie, 9 Episoden)
- 2019–2021: Hudson & Rex (Fernsehserie, 2 Episoden)
- 2021: Departure – Das Zugunglück (Fernsehserie, 4 Episoden)
- 2022: Locke & Key (Fernsehserie, Episode 3x01)
- 2022: Diaspora (Kurzfilm)
- 2022: Guillermo del Toro's Cabinet of Curiosities (Fernsehserie, Episode 1x04)
- 2022: Sort Of (Fernsehserie, Episode 2x05)

### Produktion
- 2015: Prelude to the Six Day Road (Fernsehserie, 9 Episoden)
- 2016: Tactical Girls (Fernsehserie, 3 Episoden; auch Drehbuch)

## Theatergrafie (Auswahl)

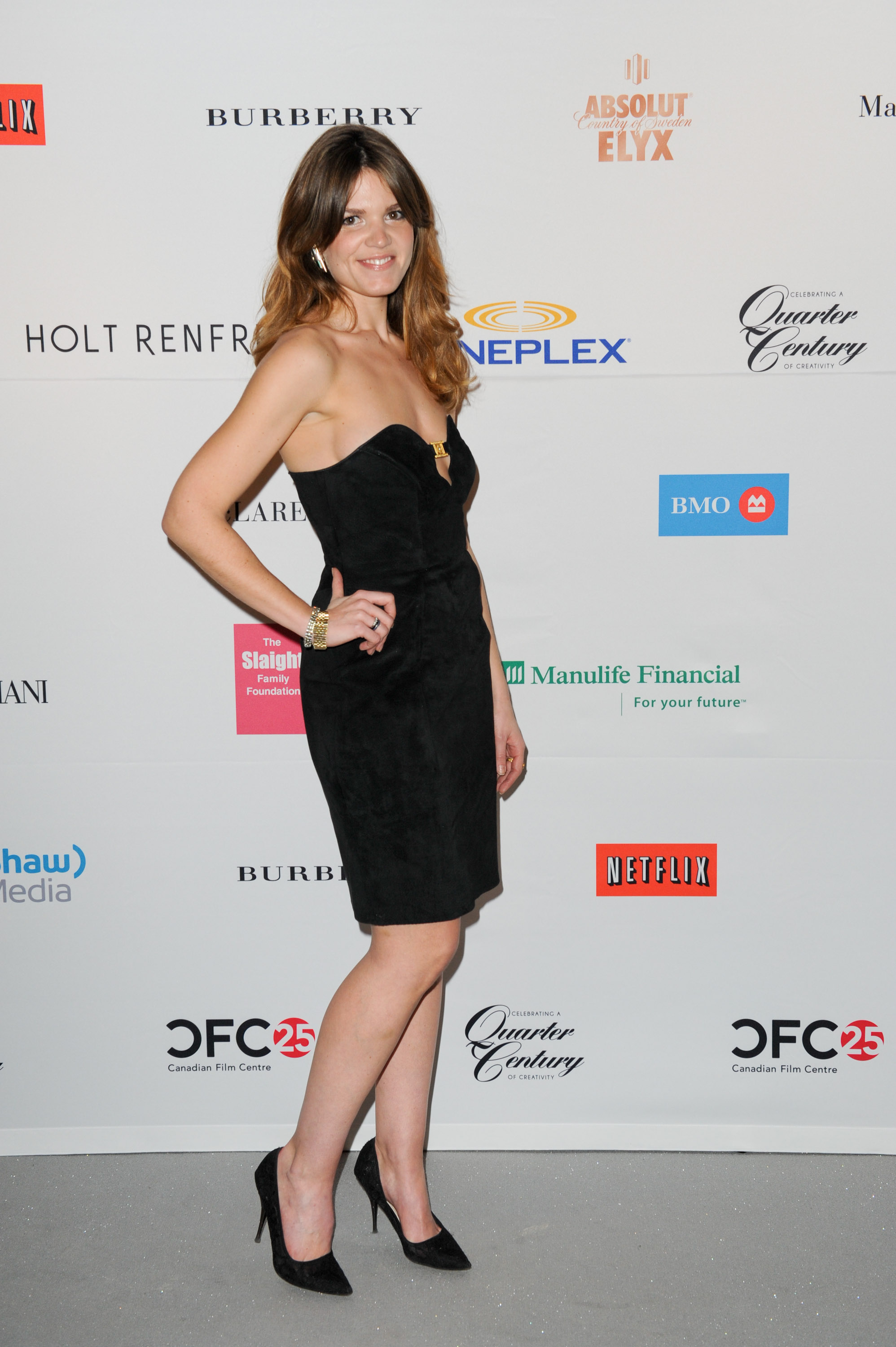
Diana Bentley (2013)

### Schauspiel
- 2010: A Month in the Country
- 2011: Our Town
- 2012: Boeing Boeing
- 2013: Savage in Limbo
- 2014: Three More Sleepless Nights
- 2015: Bull
- 2016: Instructions
- 2017: Orphans
- 2019: Knives in Hens

### Produktion
- 2014: The Motherfucker with the Hat
- 2015: Creditors
- 2016: Killer Joe
- 2017: Superior Donuts
- 2017: The Aliens